# 月光光 (动画短片)
《月光光》（英語：La Luna，国际音标: /laˈluna/ [laˈluːna]），為於2011年由皮克斯動畫工作室製作的動畫短片，由埃里康·卡萨罗萨執導。在安锡国际动画影展上放映及在《勇敢传说》前播放。《月光光》于2012年11月13日在《勇敢传说》的DVD及藍光光碟上发行。该短片还被收录于《皮克斯动画短片合集 2》。
《月光光》曾获得第84屆奧斯卡金像獎最佳动画短片奖提名。

## 短片剧情
一个三代同堂的家庭在午夜出航，然后在海上抛锚。祖父送给小孩一顶帽子，随后父亲将帽子拉低，祖父又将其推高，两人就戴帽子的方式发生争执。之后月亮出来，父亲搭了梯子让小孩爬上去，把船锚插在满月上。他们的工作是在月亮扫坠落的星星。
父亲敦促小孩用推帚扫星星，祖父则坚持用扫把扫星星，二人再次就劳动工具发生争执。正在此时，一颗巨大的星星砸落在月亮上，于是祖父与父亲又为如何移动这颗星星发生争执。一旁的小孩找到一把锤子，决定用自己的方式解决这个问题。他将帽檐向后推，选择了自己的方式戴帽子，然后爬上那个巨大的星星，一锤将其敲成许多小星星。随后工作顺利进行，小孩选择用耙子扫星星，没有选择祖父与父亲的方法。
工作完成，三人回到海上。祖父与父亲为小孩感到高兴，随后祖父与父亲双方也和解了。镜头转移，短片以一个发光的新月结束。

## 配音演员
- 小孩（Bambino）配音：Krista Sheffler[5]
- 父亲（Papà）配音：Tony Fucile[6]
- 祖父（Nonno）配音：Phil Sheridan[7]

## 创作灵感
《月光光》的剧情灵感起源于埃里康·卡萨罗萨的童年经历，他的祖父与他的父亲经常发生争执；并加工自安托万·德圣埃克絮佩里和伊塔罗·卡尔维诺的故事。电影风格参考宫崎骏的动画及意大利动画家奥斯瓦尔多·卡维多利的《线条先生》。